# Doddakanagal(Kanagal), Alur
Doddakanagal(Kanagal) là một làng thuộc tehsil Alur, huyện Hassan, bang Karnataka, Ấn Độ.